# LGT Bank
LGT Bank (Liechtenstein Global Trust) est le groupe de gestion d’actifs et de patrimoine de la maison princière du Liechtenstein.

## Chronologie
- 1920 :  22 novembre, assemblée générale constituante
- 1921 : En mai, début des activités avec 10 collaborateurs, en location au rez-de-chaussée du bâtiment du gouvernement
- 1930 : Reprise de la majorité des actions par la Maison princière de Liechtenstein
- 1970 : Création de la fondation « Prince de Liechtenstein » qui reprend le capital actions de la Bank in Liechtenstein
- 1982 : Création de la représentation de Londres comme première implantation à l’étranger
- 1983 : Création de « Bilfinanz und Verwaltung AG », Zurich
- 1984 : Création de « BIL Treuhand AG », Vaduz
- 1986 : Entrée en bourse de la Bank in Liechtenstein
- 1989 : Reprise de GT Management PLC, Londres
- 1990 : Création de BIL GT Gruppe AG, Vaduz
- 1996 : Changement de nom: BIL GT Gruppe devient Liechtenstein Global Trust et BiL devient LGT Bank in Liechtenstein AG
- 1998 : Cession de la division Asset Management Réorientation du groupe LGT. S.A.S. le Prince Philipp devient le nouveau président du Conseil de fondation, retrait de la cote
- 2003 : LGT Group reprend la STG Société Fiduciaire Suisse de la part de Swiss Life
- 2005 : STG devient LGT
- 2008, le BnD allemand a acquis un DVD contenant des informations financières sur des citoyens allemands faisant affaire avec LGT. Les autorités fiscales allemandes ont procédé à de nombreux audits : de nombreuses poursuites judiciaires pour fraude fiscale s'ensuivirent[1]. Plusieurs autres États (États-Unis, Australie, France, Belgique, etc.) ont également reçu copie d'informations listées sur le DVD.
- 2009 : Rachat de Dresdner Bank Suisse

## Notation
Notation de Standard & Poor's / Moody's
- AA- / Aa3

## Présence internationale

### Europe
- Allemagne: Berlin, Cologne, Francfort, Hambourg, Mannheim, Munich, Stuttgart
- Autriche: Vienne
- Irlande: Dublin
- Liechtenstein: Vaduz, Bendern
- Luxembourg
- Suisse: Bâle, Berne, Zurich, Lausanne, Lugano, Coire, Davos, Genève, Pfäffikon

### Autres sites
- Bahreïn: Manama
- États-Unis: New York
- Hong Kong
- Japon: Tokyo
- Singapour
- Uruguay: Montevideo